# Àpside

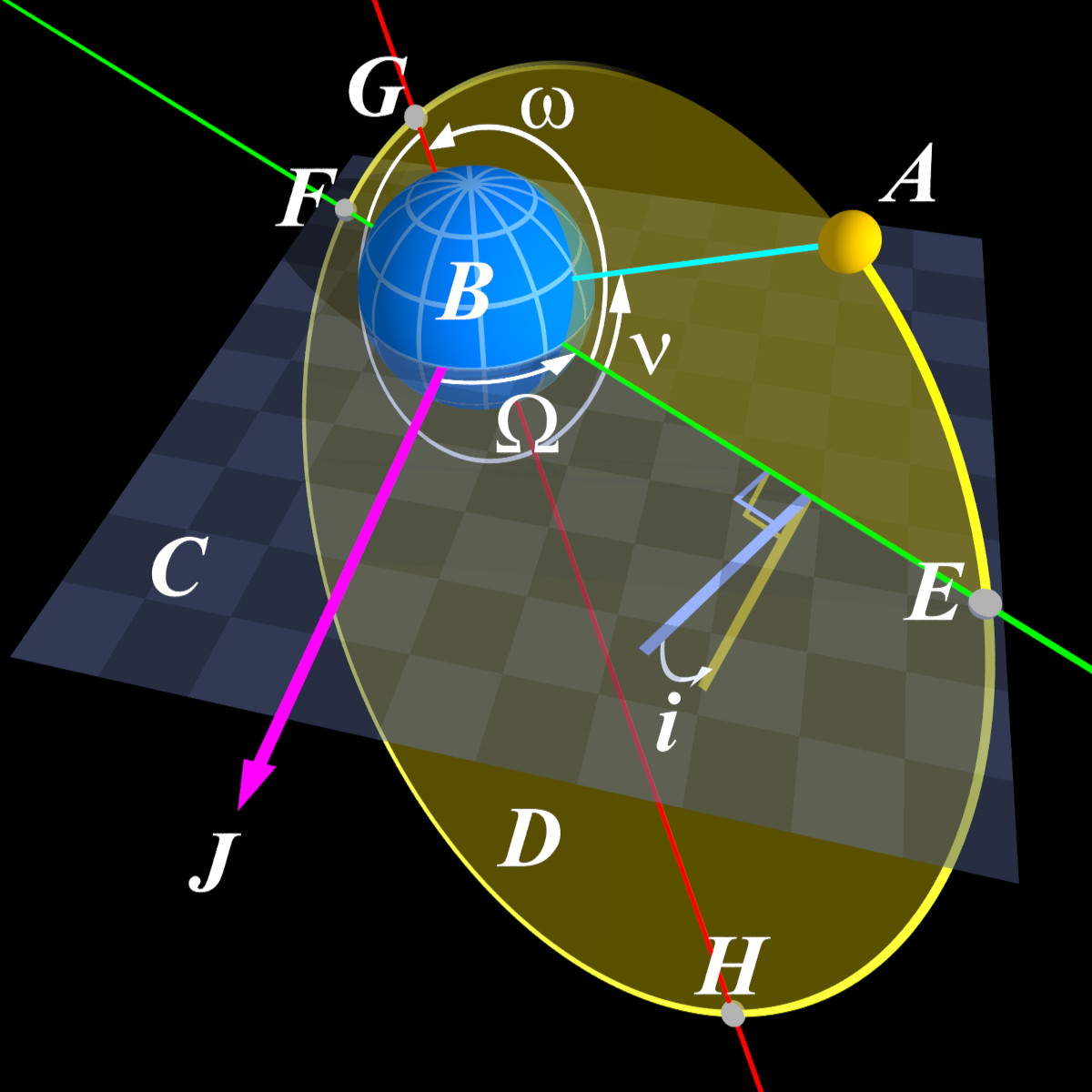
F: periàpside
H: apoàpside
Línia FH: línia dels àpsides

En astronomia, l'àpside o apsi és el punt de màxima o mínima aproximació d'un cos celeste en una òrbita el·líptica al centre de masses al voltant del qual orbita. El punt de màxima aproximació s'anomena periàpside o periapsi i el punt de mínima aproximació és l'apoàpside o apoapsi. La línia que uneix els dos punts és la línia dels àpsides i és l'eix major de l'el·lipse.
La línia dels àpsides tenen un moviment de rotació en el pla de l'òrbita conegut, en el cas dels planetes del sistema solar, com a «precessió del periheli», provocat per l'atracció gravitatòria dels planetes i, sobretot en el cas de Mercuri, per la curvatura de l'espaitemps per l'atracció gravitatòria del Sol.

## Fórmules
Aquestes són les fórmules que s'utilitzen per a derivar els àpsides: 
- Periàpside: màxima velocitat {\displaystyle v_{\mathrm {per} }={\sqrt {\frac {(1+e)\mu }{(1-e)a}}}\,} a la mínima distància {\displaystyle r_{\mathrm {per} }=(1-e)a\!\,}
- Apoàpside: mínima velocitat {\displaystyle v_{\mathrm {ap} }={\sqrt {\frac {(1-e)\mu }{(1+e)a}}}\,} a la màxima distància {\displaystyle r_{\mathrm {ap} }=(1+e)a\!\,}

D'acord amb les lleis de conservació del moment angular i de l'energia, les següents quantitats són constants per a una òrbita determinada:
- Moment angular orbital: {\displaystyle h={\sqrt {(1-e^{2})\mu a}}}
- Energia orbital específica: {\displaystyle \epsilon =-{\frac {\mu }{2a}}}

en què:
- {\displaystyle a\!\,} és el semieix major
- {\displaystyle \mu \!\,} és la constant de gravitació planetària
- {\displaystyle e\!\,} és l'excentricitat orbital, que es defineix com {\displaystyle e={\frac {r_{\mathrm {ap} }-r_{\mathrm {per} }}{r_{\mathrm {ap} }+r_{\mathrm {per} }}}=1-{\frac {2}{{\frac {r_{\mathrm {ap} }}{r_{\mathrm {per} }}}+1}}}

El semieix major {\displaystyle a} és també la mitjana aritmètica de les distàncies dels dos absis del Sol, mentre que el semieix menor {\displaystyle b} és la mitjana geomètrica.
La mitjana geomètrica de les dues velocitats límit (la del periàpside i la de l'apoàpside) és {\displaystyle {\sqrt {-2\epsilon }}}, velocitat que correspon a una quantitat d'energia cinètica que, en qualsevol posició de l'òrbita, sumada a l'energia cinètica existent, permet que el cos en òrbita assoleixi la velocitat d'escapament, cosa que equival al quadrat del producte de les dues velocitats.

## Terminologia
En alguns casos, per a cossos molt coneguts com el Sol i la Terra, s'utilitzen termes més específics:
| Cos      | Distància mínima | Distància màxima |
| -------- | ---------------- | ---------------- |
| Estrella | Periastre        | Apoastre         |
| Sol      | Periheli         | Afeli            |
| Terra    | Perigeu          | Apogeu           |

## Periheli i afeli terrestre
Actualment, la Terra aconsegueix el periheli a principis de gener, aproximadament 14 dies després del solstici de desembre. En el periheli, el centre de la Terra és a unes 0,98329 unitats astronòmiques (UA) o 147 km del centre del Sol. En canvi, la Terra arriba a l'afeli actualment a principis de juliol, aproximadament 14 dies després del solstici de juny. La distància de l'afeli entre els centres de la Terra i del Sol és actualment d'aproximadament 1,01671 ua o 152 90 700 km.
Les dates de periheli i afeli canvien amb el temps a causa de la precessió i altres factors orbitals, que segueixen patrons cíclics coneguts com a cicles de Milankovitch. A curt termini, les dates esmentades poden variar fins a 2 dies d'un any a l'altre. Aquesta important variació es deu a la presència de la Lluna: mentre que el baricentre Terra-Luna es mou en una òrbita estable al voltant del Sol, la posició del centre de la Terra, que està de mitjana a uns 4.700 quilòmetres del baricentre, podria desplaçar-se en qualsevol direcció pel que fa a ell, i això afecta el moment de l'aproximació més propera real entre els centres del Sol i de la Terra (que alhora defineix el moment del periheli en un any determinat).
A causa de l'augment de la distància a l'afeli, només el 93,55% de la radiació procedent del Sol incideix sobre una àrea donada de la superfície de la Terra com ho fa al periheli, però això no té en compte les estacions, que resulten en canvi de la inclinació de l'eix de la Terra de 23,4º de distància de la perpendicular al pla de l'òrbita terrestre. De fet, tant al periheli com a l'afeli és estiu en un hemisferi mentre que és hivern en l'altre. L'hivern cau a l'hemisferi on la llum solar incideix menys directament, i l'estiu cau on la llum solar incideix més directament, independentment de la distància de la Terra al Sol.
A l'hemisferi nord, l'estiu coincideix amb l'afeli, quan la radiació solar és més baixa. Tot i això, els estius a l'hemisferi nord són de mitjana 2,3 °C (4°F) més càlids que a l'hemisferi sud, perquè l'hemisferi nord conté majors masses de terra, que són més fàcils d'escalfar que els mars.
No obstant això, el periheli i l'afeli tenen un efecte indirecte sobre les estacions: com la velocitat orbital de la Terra és mínima a l'afeli i màxima al periheli, el planeta triga més a orbitar des del solstici de juny fins a l'equinocci de setembre que des del solstici de desembre fins a l'equinocci de març. Per tant, l'estiu a l'hemisferi nord dura lleugerament més (93 dies) que l'estiu a l'hemisferi sud (89 dies).
Els astrònoms solen expressar el moment del periheli respecte al Punt Àries no en termes de dies i hores, sinó com un angle de desplaçament orbital, l'anomenada longitud del periastre (també anomenada longitud del pericentre). Per a l'òrbita de la Terra, s'anomena longitud del periheli, i el 2000 era d'uns 282,895°; el 2010, havia avançat una petita fracció de grau fins a uns 283,067°.
Per a l'òrbita de la Terra al voltant del Sol, el temps d'apsis s'expressa sovint en termes de temps relatiu a les estacions, ja que això determina la contribució de l'òrbita el·líptica a les variacions estacionals. La variació de les estacions està controlada principalment pel cicle anual de l'angle d'elevació del Sol, que és el resultat de la inclinació de l'eix de la Terra mesurat des del pla de l'eclíptica. L'excentricitat de la Terra i altres elements orbitals no són constants, sinó que varien lentament a causa dels efectes pertorbadors dels planetes i altres objectes del sistema solar (cicles de Milankovitch).

## Taules
En una escala temporal molt llarga, les dates del periheli i de l'afeli progressen al llarg de les estacions, i realitzen un cicle complet en 22.000 a 26.000 anys. Hi ha un moviment corresponent de la posició de les estrelles vistes des de la Terra, anomenat precessió apsidal. (Està estretament relacionat amb la precessió dels eixos).
Cada any, la Terra arriba al periheli (menor distància al Sol) al gener, ia l'afeli (major distància al Sol) al juliol. La relació periheli/afeli varia cada 25765 anys. Aquesta precessió dels equinoccis és un dels factors causants dels canvis climàtics periòdics.
Les dates i hores dels perihelis i afelis de diversos anys anteriors i propers, s'enumeren en la taula següent:
| Any  | Periheli | Periheli  | Afeli    | Afeli     |
| ---- | -------- | --------- | -------- | --------- |
| Any  | Data     | Hora (UT) | Data     | Hora (UT) |
| 2007 | Gener 3  | 20        | Juliol 7 | 00        |
| 2008 | Gener 3  | 00        | Juliol 4 | 08        |
| 2009 | Gener 4  | 15        | Juliol 4 | 02        |
| 2010 | Gener 3  | 00        | Juliol 6 | 12        |
| 2011 | Gener 3  | 19        | Juliol 4 | 15        |
| 2012 | Gener 5  | 01        | Juliol 5 | 04        |
| 2013 | Gener 2  | 05        | Juliol 5 | 15        |
| 2014 | Gener 4  | 12        | Juliol 4 | 00        |
| 2015 | Gener 4  | 07        | Juliol 6 | 20        |
| 2016 | Gener 2  | 23        | Juliol 4 | 16        |
| 2017 | Gener 4  | 14        | Juliol 3 | 20        |
| 2018 | Gener 3  | 06        | Juliol 6 | 17        |
| 2019 | Gener 3  | 05        | Juliol 4 | 22        |
| 2020 | Gener 5  | 08        | Juliol 4 | 12        |
| 1.   |          |           |          |           |

La taula següent mostra les distàncies dels planetes i planetes nans del Sol en el seu periheli i afeli.
| Tipus de cos | Cos      | Periheli      | Afeli          |
| ------------ | -------- | ------------- | -------------- |
| Planeta      | Mercuri  | 46001009 km   | 69817445 km    |
| Planeta      | Venus    | 107476170 km  | 108942780 km   |
| Planeta      | Terra    | 147098291 km  | 152098233 km   |
| Planeta      | Mart     | 206655215 km  | 249232432 km   |
| Planeta      | Júpiter  | 740679835 km  | 816001807 km   |
| Planeta      | Saturn   | 1349823615 km | 1503509229 km  |
| Planeta      | Urà      | 2734998229 km | 3006318143 km  |
| Planeta      | Neptú    | 4459753056 km | 4537039826 km  |
| Planeta nan  | Ceres    | 380951528 km  | 446428973 km   |
| Planeta nan  | Plutó    | 4436756954 km | 7376124302 km  |
| Planeta nan  | Makemake | 5671928586 km | 7894762625 km  |
| Planeta nan  | Haumea   | 5157623774 km | 7706399149 km  |
| Planeta nan  | Eris     | 5765732799 km | 14594512904 km |

La taula següent mostra el rang de distàncies dels planetes, planetes nans i el cometa de Halley des del Sol.